# Deutsche Kurzbahnmeisterschaften 2009
Die Deutschen Kurzbahnmeisterschaften 2009 im Schwimmen fanden vom 26. bis 29. November 2009 im Essener Hauptbad statt und wurden von der SG Essen organisiert. Der Veranstalter war der Deutsche Schwimm-Verband. Der Wettkampf diente gleichzeitig als Qualifikationswettkampf für die Kurzbahneuropameisterschaften 2009 in Istanbul. Es wurden bei Männern und Frauen Wettkämpfe in je 20 Disziplinen ausgetragen, darunter zwei Staffelwettkämpfe.
Während der Meisterschaften wurde ein neuer Europarekord sowie zehn neue deutsche Rekorde aufgestellt.
| Disziplin           | Männer            | Männer             | Männer   | Frauen            | Frauen              | Frauen   |
| Disziplin           | Name              | Verein             | Zeit     | Name              | Verein              | Zeit     |
| 050 m Freistil      | Steffen Deibler   | Hamburger SC       | 00:21,15 | Dorothea Brandt   | SG Neukölln Berlin  | 00:24,03 |
| 100 m Freistil      | Steffen Deibler   | Hamburger SC       | 00:46,07 | Daniela Schreiber | SV Halle/Saale      | 00:52,82 |
| 200 m Freistil      | Steffen Deibler   | Hamburger SC       | 01:43,38 | Daniela Schreiber | SV Halle/Saale      | 01:55,03 |
| 400 m Freistil      | Christian Kubusch | SC Magdeburg       | 03:40,52 | Franziska Jansen  | SV Nikar Heidelberg | 04:04,32 |
| 800 m Freistil      | Christian Kubusch | SC Magdeburg       | 07:36,46 | Isabelle Härle    | SV Nikar Heidelberg | 08:18,63 |
| 1500 m Freistil0    | Jan Wolfgarten    | SV Würzburg 05     | 14:36,96 | Elisa Thimm       | SG Bayer            | 16:36,58 |
| 050 m Brust         | Hendrik Feldwehr  | SG Essen           | 00:26,61 | Janne Schäfer     | SV Nikar Heidelberg | 00:29,95 |
| 100 m Brust         | Hendrik Feldwehr  | SG Essen           | 00:57,67 | Caroline Ruhnau   | SG Essen            | 01:04,78 |
| 200 m Brust         | Marco Koch        | DSW 1912 Darmstadt | 02:05,82 | Caroline Ruhnau   | SG Essen            | 02:21,13 |
| 050 m Schmetterling | Steffen Deibler   | Hamburger SC       | 00:22,06 | Daniela Samulski  | SG Essen            | 00:26,02 |
| 100 m Schmetterling | Steffen Deibler   | Hamburger SC       | 00:49,81 | Lena Kalla        | SV Würzburg 05      | 00:58,35 |
| 200 m Schmetterling | Toni Embacher     | SV Halle/Saale     | 01:54,78 | Franziska Hentke  | SV Halle/Saale      | 02:06,40 |
| 050 m Rücken        | Thomas Rupprath   | SV Würzburg 05     | 00:22,91 | Daniela Samulski  | SG Essen            | 00:26,56 |
| 100 m Rücken        | Helge Meeuw       | SG Frankfurt       | 00:50,28 | Daniela Samulski  | SG Essen            | 00:57,63 |
| 200 m Rücken        | Felix Wolf        | Potsdamer SV       | 01:50,65 | Jenny Mensing     | SC Wiesbaden 1911   | 02:04,89 |
| 100 m Lagen         | Thomas Rupprath   | SV Würzburg 05     | 00:52,11 | Theresa Michalak  | SV Halle/Saale      | 00:59,42 |
| 200 m Lagen         | Markus Deibler    | TG Biberach        | 01:54,52 | Theresa Michalak  | SV Halle/Saale      | 02:08,47 |
| 400 m Lagen         | Łukasz Wójt       | SG Frankfurt       | 04:04,82 | Theresa Michalak  | SV Halle/Saale      | 04:32,62 |
| 4 × 50 m Freistil   | SV Würzburg 05    | SV Würzburg 05     | 01:26,89 | SG Essen          | SG Essen            | 01:40,20 |
| 4 × 50 m Lagen      | SG Essen          | SG Essen           | 01:35,05 | SG Essen          | SG Essen            | 01:48,35 |

1. 1 2 3 4 5 6 7 8 9 10  neuer DSV-Rekord
2. ↑  neuer Europarekord

## Randnotizen
Die SG Essen stellte bei einem Rekordversuch im Rahmen der Kurzbahnmeisterschaften in 1:48,50 einen deutschen Rekord über die selten geschwommenen 4 × 50 m Brust auf. Dafür wurde Mark Warnecke zu einem Kurzcomeback überredet, welcher als Startschwimmer aufgrund der neuen Hightech-Anzüge in 27,42 s eine neue persönliche Bestleistung aufstellte.
Bei zwei weiteren Rekordversuchen stellten die Herrenstaffeln des SV Würzburg 05 (3:37,71 über 4 × 100 m Freistil) und die SG Frankfurt (1:40,46 über 4 × 50 m Rücken) ebenfalls deutsche Rekorde auf.
Aufgrund der erzielten Ergebnisse wurden am 30. November 33 Athleten für die Kurzbahn-EM nominiert.